# Roman Kondratenko

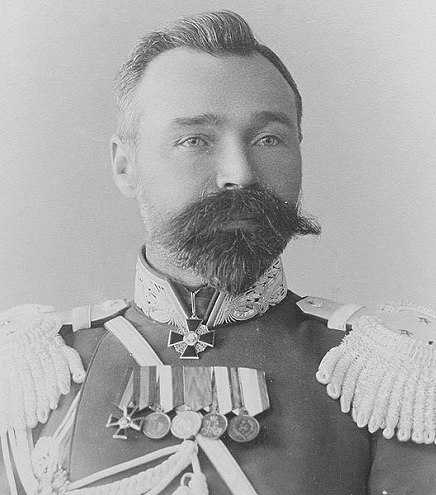
Roman Kondratenko

Roman Isidorovitj Kondratenko (ryska: Роман Исидорович Кондратенко), född 12 oktober (gamla stilen: 30 september) 1857 i Tbilisi, död 15 december (gamla stilen: 2 december) 1904 i Port Arthur, var en rysk general.
Kondratenko var efter vartannat chef för Uralska arméavdelningens stab, chef för 20:e skytteregementet, chef för 7:e östsibiriska skyttebrigaden (vid rysk-japanska krigets utbrott förvandlad till division). Från juli 1904 deltog han i Port Arthurs försvar och var i själva verket försvarets egentlige ledare. Han dödades av en bomb.